# From Gainsbourg to Lulu
From Gainsbourg to Lulu est le premier album de Lulu Gainsbourg. Il est constitué de chansons écrites et composées par son père Serge Gainsbourg, ainsi qu'un « cadeau dans le cadeau » : une composition instrumentale originale, Fresh News from the Stars.

## Liste des titres
1. L'eau à la bouche
2. Intoxicated man
3. Je suis venu te dire que je m'en vais (par Rufus Wainwright)
4. Bonnie and Clyde (avec Scarlett Johansson en duo avec Lulu)
5. Manon (par Marianne Faithfull)
6. Requiem pour un con (avec Matthieu Chedid en duo avec Lulu)
7. Ballade de Melody Nelson (par Vanessa Paradis et Johnny Depp)
8. Black Trombone
9. Sous le Soleil exactement (par Shane McGowan)
10. Le Poinçonneur des lilas (avec Angelo Debarre)
11. La Javanaise (avec Richard Bona)
12. Ne dis rien (avec Mélanie Thierry en duo avec Lulu)
13. Initials BB (par Iggy Pop)
14. La Noyée
15. Fresh news from the stars
16. Couleur café (avec Ayọ, Matthieu Chedid, Sly Johnson et Lulu)